# Гудирйоль
Гудирйо́ль або Гудир'є́ль  (рос. Гудыръёль, Гудыръель) — річка в Республіці Комі, Росія, права притока річки Когель, правої притоки річки Ілич, правої притоки річки Печора. Протікає територією Вуктильського міського округу.
Річка протікає на південний схід, південний захід, південний схід та північний схід.